# نيل جاي آرمسترونغ
نيل جاي آرمسترونغ هو طيار كندي، ولد في 15 أبريل 1920 في أونتاريو في كندا، وتوفي في 23 نوفمبر 1994.